# Emilio Arjona y Laínez
Emilio Arjona y Laínez (Cádiz, 1 de febrero de 1840-Panticosa, Huesca, 1 de agosto de 1873) fue un catedrático de historia español.

## Biografía
Se licenció en Derecho y en Filosofía y Letras por la Universidad Central, obteniendo ambas licenciaturas con sobresaliente. Fue nombrado el 1 de julio de 1873 catedrático de Historia de España de la Universidad de Sevilla, cátedra que obtuvo por oposición. Sin embargo, no pudo tomar posesión de dicha cátedra, ya que enfermó de tuberculosis y falleció en el balneario de Panticosa, donde se recuperaba.  Tuvo gran parte en El Ateneo (1870-1872), revista publicada por el Real Ateneo Científico, Literario y Artístico de Vitoria.

## Obras
- Juicio crítico de la filosofía alemana (1865)
- Disolución del imperio árabe español: Reyes de Taifas; su origen, su gobierno, su pensamiento político, Catálogo cronológico é histórico de estos reyes (1868)
- Observaciones histórico-legales sobre algunos hechos de Fernando I (Revista de España, 1870, t. XVI)
- Guerra de la Independencia (Revista de España, 1879, t. LXXI).
- El Ateneo de Vitoria, revista, 1870-72, tres vols.